# August Heinrich Davidsohn
August Heinrich Davidsohn, född 1746, död 9 januari 1799, var en tysk klarinettist. Davidsohn kom till Sverige 1779 tillsammans med Christian Traugott Schlick där de båda fick anställning i Hovkapellet samma höst. Han stannade kvar i Stockholm då Traugott flyttade till Köpenhamn 1786. Samma år började han spela kontrafagott i hovkapellet och fortsatte med det till sin död. Gift med Margaretha Fredrika Cederholm. Fick tillsammans med henne sonen August Henrik Davidson, som utbildade sig till apotekare och under 24 år (1814-1838) drev apoteket i Ulricehamn.